# Banda Municipal de Barcelona

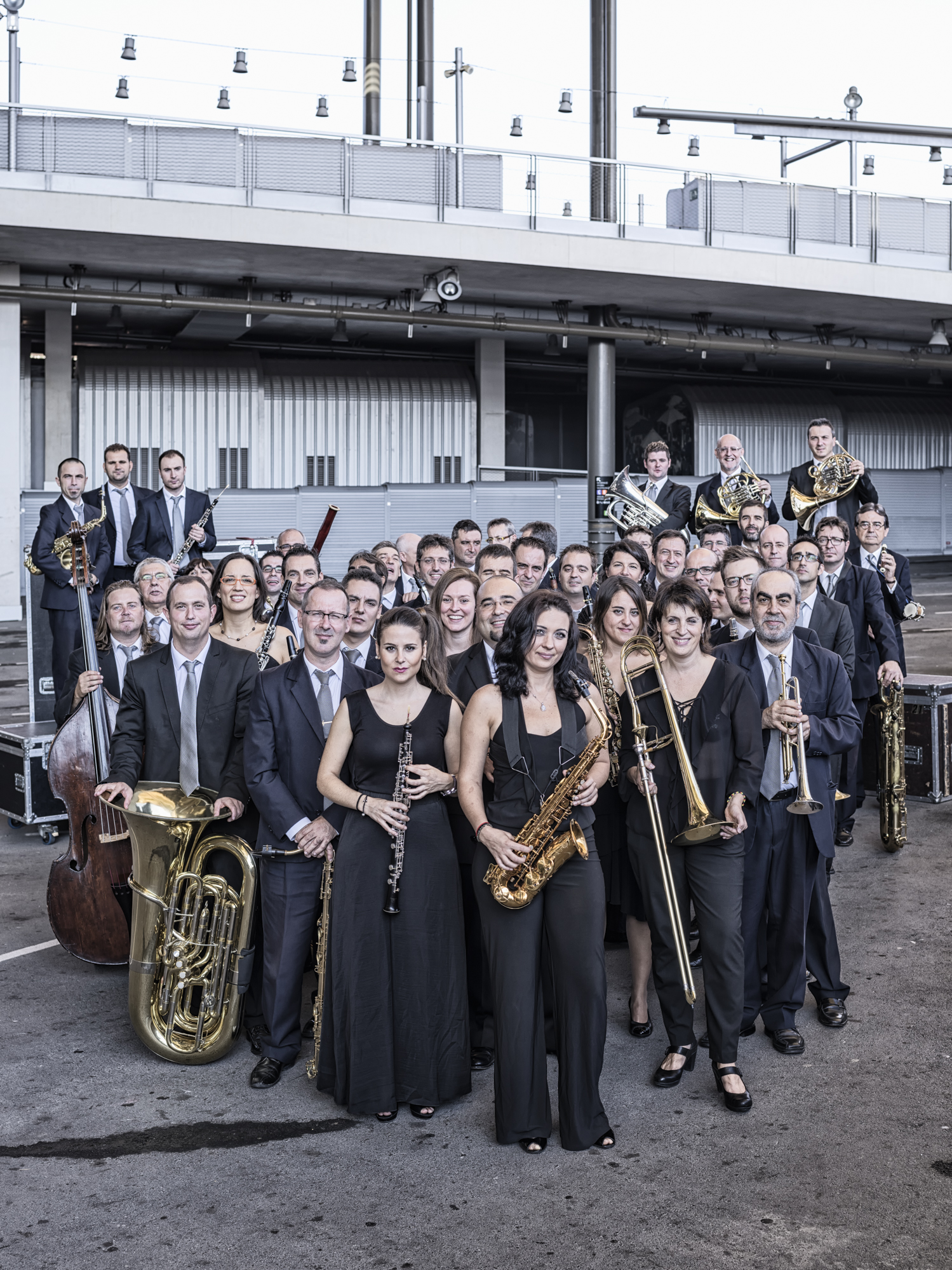
Die Banda Municipal de Barcelona im Jahr 2014

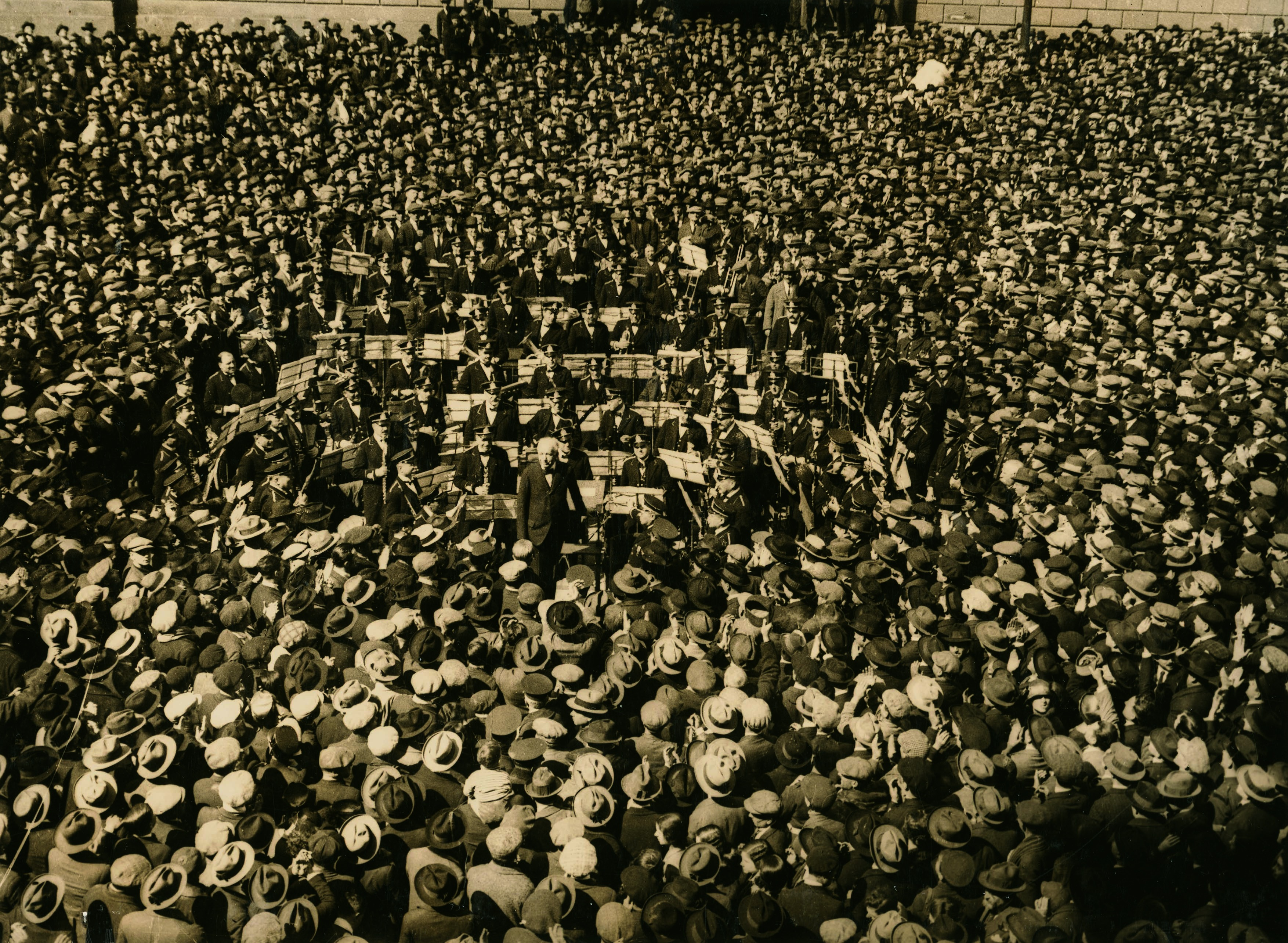
Richard Strauss dirigiert die Banda Municipal de Barcelona 1925 auf der Plaça Sant Jaume in Barcelona

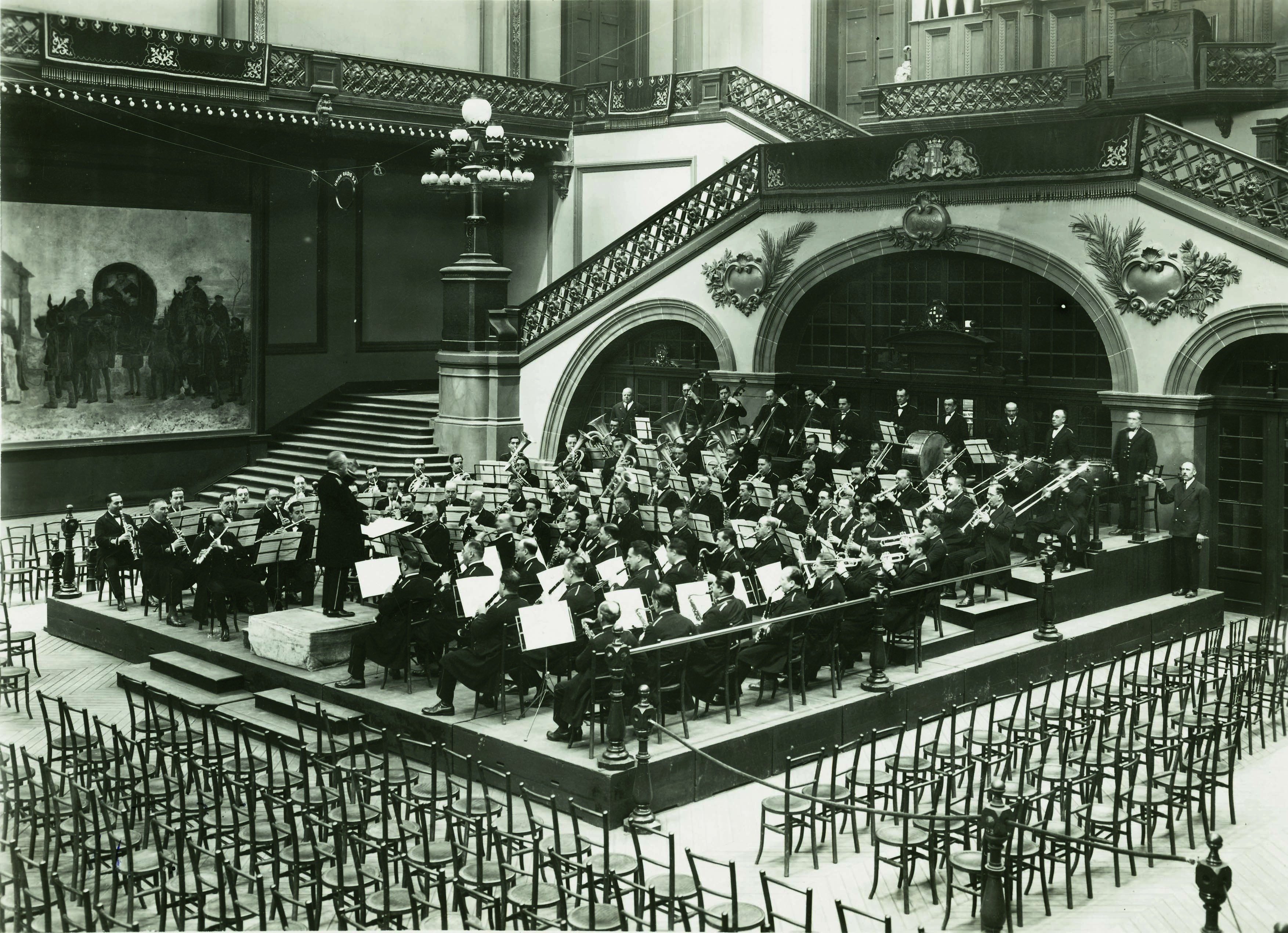
Joan Lamote de Grignion dirigiert die Banda Municipal de Barcelona 1927

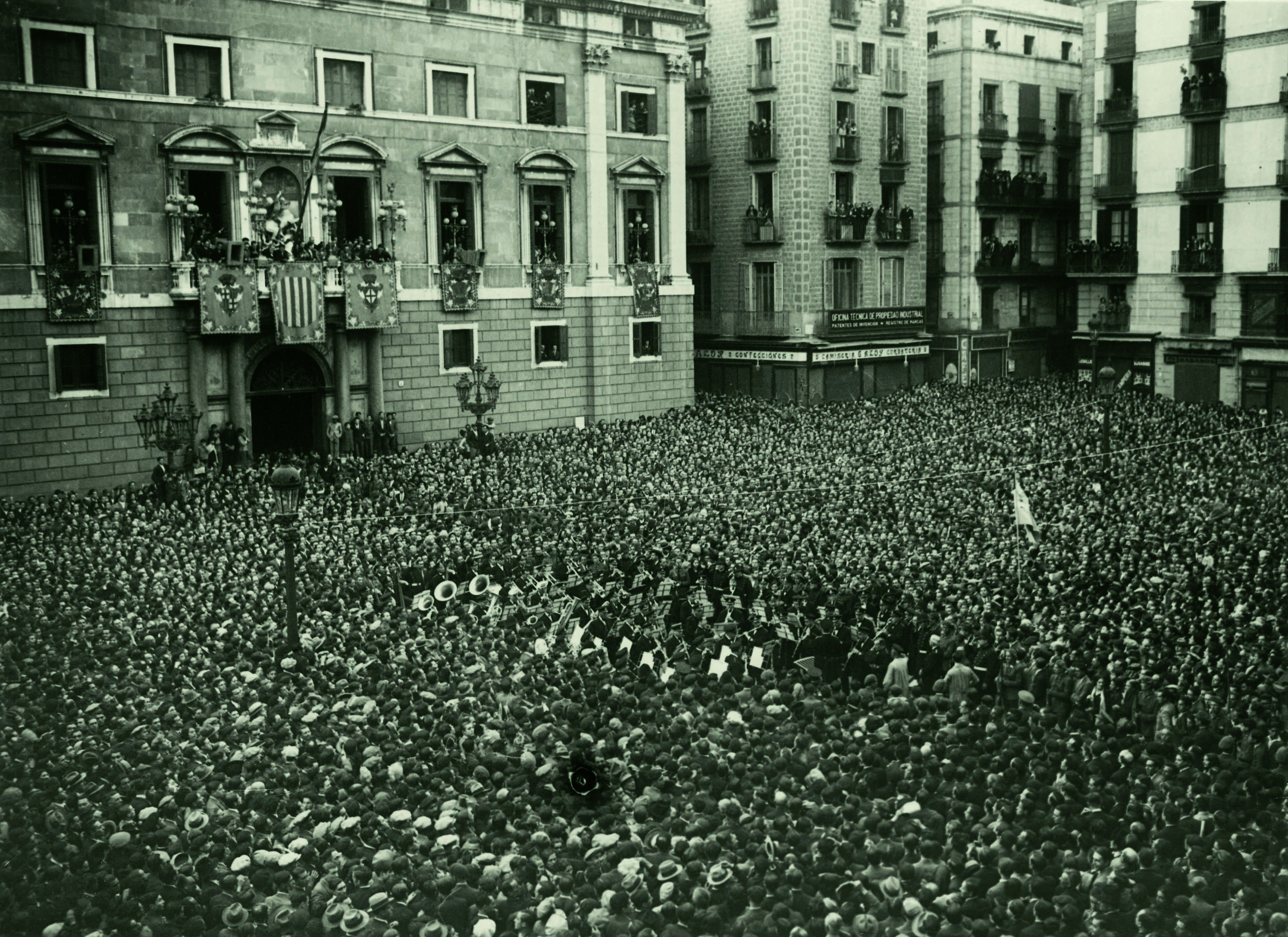
Die Banda Municipal de Barcelona im Jahr 1931 bei der Proklamation der Ersten spanischen Republik auf der Plaça Sant Jaume in Barcelona

Die Banda Municipal de Barcelona, gewissermaßen die Stadtkapelle von Barcelona, ist ein 1886 vom Stadtrat von Barcelona ins Leben gerufenes Orchester, das aus Blas-, Streich und Perkussionsinstrumenten besteht. Es nahm seit Beginn die dreifache Rolle (1) der Repräsentation der Stadt, (2) der Ausbildung des musikalischen Nachwuchses und (3) der Konzerttätigkeit ein. Seit 2007 ist das Orchester im Auditori de Barcelona ansässig. Seit 2008 ist der Komponist und Dirigent Salvator Brotons der musikalische Leiter des Ensembles.

## Vorgänger
Die Stadt Barcelona verfügte seit dem ausgehenden Mittelalter immer über ein Musikensemble. Diese Ensembles waren aber nie in der Weise organisatorisch gefestigt, dass die Stadt Barcelona sich jederzeit auf ein Orchester für Repräsentationszwecke verlassen konnte. Als eigentlicher Vorgänger der Banda gilt ein 1837 gegründetes 12-köpfiges Ensemble, das von dem Kapellmeister Francesc Ruiz organisiert und geleitet wurde. Dieses Ensemble wurde 1850 wieder aufgelöst. Es folgten in den Jahren von 1851 bis 1885 folgende Dirigenten, die ein Ensemble von ca. 40 Musikern leiteten: Francesc Fremont (ab 1851), Rafael Berga (ab 1858), Joan Capdevila (ab 1863) und Josep Sampere (ab 1870).

## Geschichte
1886 gründete dann der Stadtrat von Barcelona auf Erbitten von Bürgermeister Francesc de Paula Rius i Taulet die Banda Municipal de Barcelona zusammen mit der Städtischen Musikschule, dem heutigen Konservatorium. Beide Institutionen waren zunächst eng miteinander verwoben. Sie standen unter einem gemeinsamen Direktor, arbeiteten eng zusammen und hatten personal den gleichen Lehrkörper. In den ersten zehn Jahren ihres Bestehens erreichte das Orchester unter Josep Rodoreda eine bemerkenswerte künstlerische Qualität. 1888 bei der Weltausstellung in Barcelona erspielte sich die Kapelle national den ersten und international den zweiten Preis. Rodoreda wurde 1896 durch Antoni Nicolau abgelöst, der die Musikschule regelrecht zu einem Konservatorium umbaute. Die Kapelle selbst wurde von Celestí Sadurní (1897–1910) und später von Cristòfor Castañé (1910–1914) geleitet. Diesen wurden immer weniger Musiker zugeteilt, so dass die Kapelle ihre musikalischen Aufgaben nur noch auf Mindestniveau erfüllen konnte.
1915 wurde Joan Lamote de Grignon zum musikalischen Leiter des Ensembles ernannt. Dieser forderte die Unabhängigkeit von der Städtischen Musikschule ein und konnte die Musikeranzahl des Ensembles auf 64 erhöhen. Sein Sohn Ricard Lamote de Grignon wirkte ab 1926 als Instrumentalist in diesem Orchester mit. Es begann eine helle Zeit für das Ensemble. Ein Großteil des Repertoires konnte speziell für die Kapelle angepasst werden. Richard Strauss dirigierte das Orchester 1925 und nahm es 1927 auf eine Deutschlandtournee mit. Man präsentierte das neue Repertoire in Katalonien, aber auch in Frankreich und Deutschland. Zu Ende des Bürgerkrieges entband man Joan und Ricard Lamote de Grignon mittels Repression ihrer Ämter in dem Klangkörper. 1939 übergab man die Leitung der Kapelle Ramon Bonell.
Als 1944 das Stadtorchester Barcelona gegründet wurde, reduzierte man die Banda auf ihre Blechbläser. Aber 1958 reorganisierte man das Klangensemble erneut und brachte es auf einen Stamm von 88 Musikern. Unter solchen Bedingungen arbeiteten dann Orchesterleiter wie Joan Pich i Santasusana, Josep González (1967–1969), Enric Garcés (1969–1979), Francesc Elias (1979–1980), Albert Argudo (1981–1993) und Josep Mut (1993–2007).
Nach einer Phase der Besinnung mit dem Ziel, der Formation neue Impulse zu geben, wurde 2008 der Komponist und Dirigent Salvador Brotons zum neuen musikalischen Leiter des Ensembles bestellt und das Auditori de Barcelona als ständiger Hauptsitz des Orchesters eingerichtet.